# Monnikspeper
Monnikspeper, ook wel kuisheidsboom, (Vitex agnus-castus) is een plant uit de lipbloemenfamilie (Lamiaceae). De soort werd vermeld door Carl Linnaeus in zijn Species plantarum uit 1753.
Monnikspeper komt voor in het Middellandse Zeegebied, terwijl de meeste soorten uit het geslacht Vitex alleen leven in de tropen. Monnikspeper wordt beschouwd als medicinale plant, delen ervan worden gebruikt als traditioneel medicijn.